# 类岛衣属
类岛衣属（学名：Cetrariopsis）是梅衣科下的一个属。

## 下属物种
本属包括以下物种：
- Cetrariopsis pallescens (Schaerer) Randl. & Thell
- 类岛衣 Cetrariopsis wallichiana (Taylor) Kurok.